# 安热雅
安热雅是葡萄牙阿威罗区的一个堂区。总面积21.08平方公里，总人口2320人，人口密度110.1人/平方公里。